# Пам'ятки історії Шосткинського району
У Шосткинському районі Сумської області на обліку перебуває 60 пам'яток історії.
| №  | Назва | Охоронний номер | Місце                                                                                          |
| -- | --- | --------------- | ---------------------------------------------------------------------------------------------- |
| 1  | Могила Зуба М. Д. — радянського воїна                                                                           |                 | с. Бензики, Тиманівська сільрада, околиця села                                                 |
| 2  | Братська могила радянських воїнів, Чайки І. П. — партизана та пам'ятник воїнам-землякам                         | 1214            | с. Богданівка, центр сільради, центр села                                                      |
| 3  | Будинок початкової школи, споруджений дочкою Ушинського К. Д. — вітчизняного педагога                           | 1241            | с. Богданка, Ковтунівська сільрада, південно-східна частина села                               |
| 4  | Братська могила радянських воїнів та пам'ятник воїнам-землякам                                                  | 1215            | с. Вовна, центр сільради, центр села                                                           |
| 5  | Могила радянського воїна                                                                                        |                 | с. Вовна, центр сільради, кладовище                                                            |
| 6  | Могила радянського воїна                                                                                        |                 | с. Вовна, центр сільради, біля вул. Литвинова                                                  |
| 7  | Могила радянського воїна                                                                                        |                 | с. Вовна, центр сільради, біля вул. Іртиш                                                      |
| 8  | Братська могила радянських воїнів та пам'ятник воїнам-землякам                                                  | 1216            | с-ще Вороніж, центр селищної ради, на розі вул. Київської та вул. Фрунзе                       |
| 9  | Братська могила радянських воїнів                                                                               |                 | с-ще Вороніж, центр селищної ради, Микільське кладовище                                        |
| 10 | Могила Гречка В. П., який загинув у Афганістані                                                                 |                 | с-ще Вороніж, центр селищної ради, Спаське кладовище                                           |
| 11 | Пам'ятний знак на честь Куліша П. О. — уродженця селища вітчизняного письменника, вченого та громадського діяча |                 | с-ще Вороніж, центр селищної ради, подвір'я школи № 1                                          |
| 12 | Могила Абрамова І. С. — краєзнавця, археолога                                                                   |                 | с-ще Вороніж, центр селищної ради, Микільське кладовище                                        |
| 13 | Братська могила радянських воїнів та пам'ятник воїнам-землякам                                                  | 1217            | с. Гамаліївка, центр сільради, центр села                                                      |
| 14 | Могила Скоропадського І. І. — гетьмана Лівобережної України                                                     |                 | с. Гамаліївка, центр сільради, Харлампіївська тепла церква колишнього Харлампійового монастиря |
| 15 | Братська могила радянських воїнів та пам'ятник воїнам-землякам                                                  | 1218            | с. Глазове, центр сільради, центр села                                                         |
| 16 | Могила Капустіна О. П. — радянського воїна                                                                      |                 | с. Глазове, центр сільради, околиця села                                                       |
| 17 | Могила Лисиці Т. Г. — радянського воїна                                                                         |                 | с. Глазове, центр сільради, околиця села                                                       |
| 18 | Братська могила радянських воїнів                                                                               |                 | с. Гудівщина, Каліївська сільрада, кладовище                                                   |
| 19 | Братська могила радянських воїнів                                                                               |                 | с. Гудівщина, Каліївська сільрада, околиця села                                                |
| 20 | Братська могила радянських воїнів та пам'ятник воїнам-землякам                                                  | 1219            | с. Дібровка, Вовнянська сільрада, центр села                                                   |
| 21 | Могила Негоди М. С. — радянського воїна                                                                         |                 | с. Заболотне, Клишківська сільрада, околиця села                                               |
| 22 | Братська могила радянських воїнів                                                                               | 1220            | с. Івот, центр сільради, біля школи                                                            |
| 23 | Братська могила радянських воїнів                                                                               |                 | с. Івот, центр сільради, по дорозі с. Антонівка                                                |
| 24 | Братська могила радянських воїнів                                                                               | 1744            | с. Івот, центр сільради, біля коноплезаводу                                                    |
| 25 | Могила Зрянина І. Я. — радянського воїна                                                                        |                 | с. Івот, центр сільради, у лісі                                                                |
| 26 | Місце масового спалення та розстрілу жителів села та пам'ятник воїнам-землякам                                  | 1745            | с. Івот, центр сільради, центр села                                                            |
| 27 | Братська могила радянських воїнів та пам'ятник воїнам-землякам                                                  | 1221            | с. Каліївка, центр сільради, центр села                                                        |
| 28 | Могила радянського воїна                                                                                        |                 | с. Каліївка, центр сільради, вул. Першотравнева                                                |
| 29 | Братська могила радянських воїнів, могила Бойка Є. О. — партизана та пам'ятник воїнам-землякам                  | 1223            | с. Клишки, центр сільради, центр села                                                          |
| 30 | Братська могила радянських воїнів                                                                               |                 | с. Клишки, центр сільради, біля школи                                                          |
| 31 | Могила радянського воїна                                                                                        |                 | с. Клишки, центр сільради, кладовище                                                           |
| 32 | Могила Соколухіна М. І. — радянського воїна                                                                     |                 | с. Ковтунове, центр сільради, кладовище                                                        |
| 33 | Братська могила радянських воїнів та пам'ятник воїнам-землякам                                                  | 1222            | с. Коротченкове, центр сільради, центр села                                                    |
| 34 | Братська могила радянських воїнів                                                                               | 1230            | с. Лісне, Собицька сільрада                                                                    |
| 35 | Братська могила радянських воїнів та пам'ятник воїнам-землякам                                                  | 1224            | с. Макове, центр сільради, центр села                                                          |
| 36 | Могила радянського воїна                                                                                        |                 | с. Макове, центр сільради, кладовище                                                           |
| 37 | Братська могила радянських воїнів                                                                               | 1225            | с. Миронівка, центр сільради, центр села                                                       |
| 38 | Могила Самодєлова О. Д. — радянського воїна                                                                     | 1235            | с. Миронівка, центр сільради, біля школи колишнього с. Крупець                                 |
| 39 | Братська могила радянських воїнів                                                                               |                 | с. Московське, Клишківська сільрада, кладовище                                                 |
| 40 | Братська могила радянських воїнів та пам'ятник воїнам-землякам                                                  | 1226            | с. Ображіївка, центр сільради, центр села                                                      |
| 41 | Братська могила радянських воїнів                                                                               | 1750            | с. Ображіївка, центр сільради, кладовище                                                       |
| 42 | Могила радянського воїна                                                                                        |                 | с. Ображіївка, центр сільради, кладовище                                                       |
| 43 | Літак МІГ-21, встановлений на честь Кожедуба І. М., уродженця села тричі Героя Радянського Союзу                | 1751            | с. Ображіївка, центр сільради, центр села                                                      |
| 44 | Братська могила радянських воїнів                                                                               | 1227            | с. Остроушки, Коротченківська сільрада, центр села                                             |
| 45 | Група братських могил жертв фашизму                                                                             | 1754-1757       | с. Остроушки, Коротченківська сільрада, у лісі біля р. Вить                                    |
| 46 | Братська могила радянських воїнів                                                                               | 1228            | с. Пирогівка, Богданівська сільрада, центр села                                                |
| 47 | Могила радянського воїна                                                                                        |                 | с. Пирогівка, Богданівська сільрада, на околиці села, у лісосмузі                              |
| 48 | Могила Захарченка Ю. В., який загинув у Афганістані                                                             |                 | с. Пирогівка, Богданівська сільрада, кладовище                                                 |
| 49 | Братська могила радянських воїнів                                                                               | 1229            | с. Свірж, Коротченківська сільрада, центр села                                                 |
| 50 | Група братських (2) могил радянських воїнів та пам'ятник воїнам-землякам                                        | 1230            | с. Собич, центр сільради, центр села                                                           |
| 51 | Братська могила радянських воїнів та пам'ятник воїнам-землякам                                                  | 1231            | с. Собичеве, центр сільради, центр села                                                        |
| 52 | Могила Наная О. В., який загинув у Афганістані                                                                  |                 | с. Собичеве, центр сільради, кладовище                                                         |
| 53 | Могила Рубана Ф. Л. — першого комсомольця села                                                                  |                 | с. Тиманівка, центр сільради, вул. Перемоги                                                    |
| 54 | Братська могила радянських воїнів                                                                               | 1232            | с. Тиманівка, центр сільради, вул. Перемоги                                                    |
| 55 | Могила радянського воїна                                                                                        |                 | с. Тиманівка, центр сільради, на околиці села                                                  |
| 56 | Братська могила радянських воїнів                                                                               |                 | с. Тиманівка, центр сільради, у лісі над дорогою                                               |
| 57 | Братська могила радянських воїнів                                                                               |                 | с. Тиманівка, центр сільради, за 2 км від села у лісі                                          |
| 58 | Група індивідуальних (2) могил радянських воїнів                                                                | 1753            | с. Тиманівка, центр сільради, кладовище                                                        |
| 59 | Братська могила радянських воїнів та пам'ятник воїнам-землякам                                                  | 1233            | с. Чапліївка, центр сільради, центр села                                                       |
| 60 | Братська могила радянських воїнів                                                                               | 1234            | с. Чапліївка, центр сільради, біля клубу колишнього с. Лушники                                 |
|    | |                 |                                                                                                |